# Copa da Ásia de 2007
A Copa da Ásia de 2007 foi a 14ª edição da competição organizada pela Confederação Asiática de Futebol (AFC) entre 7 e 29 de julho. Pela primeira vez na história quatro países sediaram o evento: Indonésia, Malásia, Tailândia e Vietnã. Esta edição foi ganha pelo Iraque, provocando grande alegria nesse país.
A Copa da Ásia é disputada de quatro em quatro anos desde 1956 e sua edição anterior foi disputada na China, em 2004. No entanto, devido à realização das disputas dos Jogos Olímpicos de Verão e do Campeonato Europeu de Futebol agendados para 2008, no que seria o mesmo ano da Copa da Ásia, a AFC decidiu mudar sua tradição para realizar o torneio em 2007 e, a partir de então, seguir com a disputa a cada quatro anos.

## Escolha dos anfitriões
A decisão de ser realizar um evento organizado por quatro países foi proposta pelo comitê executivo da AFC, através de seu presidente Mohammed Bin Hammam. Entretanto, o mesmo lamentou posteriormente a decisão considerando um "erro", devido as dificuldades logísticas e finaceiras de se organizar um evento em quatro nações.

## Sedes
| Jacarta (Indonésia)          |                                | Palembang (Indonésia) |
| Bung Karno Stadium           | Jakabaring Stadium             |                       |
| Capacidade: 100.000          | Capacidade: 40.000             |                       |
|                              |                                |                       |
| Kuala Lumpur (Malásia)       | Shah Alam (Malásia)            |                       |
| Estádio Nacional Bukit Jalil | Shah Alam Stadium              |                       |
| Capacidade: 87.000           | Capacidade: 69.372             |                       |
|                              |                                |                       |
| Bangkok (Tailândia)          | Bangkok (Tailândia)            |                       |
| Rajamangala Stadium          | Suphachalasai Stadium          |                       |
| Capacidade: 65.000           | Capacidade: 35.000             |                       |
|                              |                                |                       |
| Hanói (Vietnã)               | Cidade de Ho Chi Minh (Vietnã) |                       |
| My Dinh National Stadium     | Army Stadium                   |                       |
| Capacidade: 40.000           | Capacidade: 25.000             |                       |
|                              | não disponível                 |                       |

## Eliminatórias

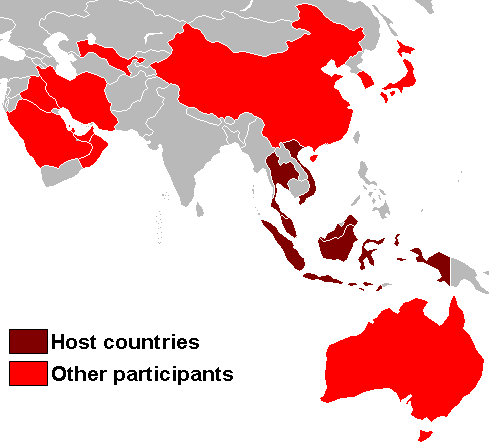
Países classificados para a Copa da Ásia 2007.

Apenas os quatro países anfitriões (Indonésia, Malásia, Tailândia e Vietnã) tinham vaga garantida no torneio. Pela primeira vez o atual campeão, no caso o Japão, também precisou disputar as qualificatórias, realizadas entre fevereiro e novembro de 2006. Vinte e quatro equipes intervieram nas eliminatórias das quais doze garantiram presença na Copa da Ásia 2007. Com os 4 países-sede perfaz o total de 16 equipes a lutar por esta competição.

## Fase de grupos
As 16 equipes classificadas são divididas em quatro grupos de quatro equipes cada. Nos grupos todos se enfrentam dentro do mesmo, num total de três partidas. O vencedor e o segundo colocado de cada grupo avançam para as oitavas de final.
|  | Equipes classificadas às quartas de final |
|  | Equipes eliminadas                        |

### Grupo A
| Pos | Time      | Pts | J | V | E | D | GP | GC | SG |
| --- | --------- | --- | - | - | - | - | -- | -- | -- |
| 1   | Iraque    | 5   | 3 | 1 | 2 | 0 | 4  | 2  | +2 |
| 2   | Austrália | 4   | 3 | 1 | 1 | 1 | 6  | 4  | +2 |
| 3   | Tailândia | 4   | 3 | 1 | 1 | 1 | 3  | 5  | -2 |
| 4   | Omã       | 2   | 3 | 0 | 2 | 1 | 1  | 3  | -2 |

Todas as partidas estão no horário local.
| 7 de julho de 2007 17:20 | Austrália  | 1 – 1     | Omã            | Rajamangala Stadium, Bangkok Público: 30.000 Árbitro: Eddy Maillet SEY |
|                          | Cahill 90' | Relatório | Al-Maimani 32' |                                                                        |

| 7 de julho de 2007 19:35 | Tailândia    | 1 – 1     | Iraque      | Rajamangala Stadium, Bangkok Público: 5.000 Árbitro: Kwon Jung-Chul KOR |
|                          | Suksomkit 6' | Relatório | Mahmoud 32' |                                                                         |

| 12 de julho de 2007 17:20 | Omã | 0 – 2     | Tailândia         | Rajamangala Stadium, Bangkok Público: 19.000 Árbitro: Gi Young Lee KOR |
|                           |     | Relatório | Thonkanya 70' 78' |                                                                        |

| 13 de julho de 2007 17:20 | Iraque                                          | 3 – 1     | Austrália  | Rajamangala Stadium, Bangkok Público: 6.000 Árbitro: Jasim Karim BHR |
|                           | Akram 23' · Hawar Mulla 60' · Karrar Jassim 86' | Relatório | Viduka 47' |                                                                      |

| 16 de julho de 2007 19:35 | Tailândia | 0 – 4     | Austrália                                   | Rajamangala Stadium, Bangkok Público: 46.000 Árbitro: Jong-chul Kwon KOR |
|                           |           | Relatório | Beauchamp 21' · Viduka 80' 83' · Kewell 90' |                                                                          |

| 16 de julho de 2007 19:35 | Omã | 0 – 0     | Iraque | Suphachalasai Stadium, Bangkok Público: 500 Árbitro:Eddy Maillet SEY |
|                           |     | Relatório |        |                                                                      |

### Grupo B
| Pos | Time                   | Pts | J | V | E | D | GP | GC | SG |
| --- | ---------------------- | --- | - | - | - | - | -- | -- | -- |
| 1   | Japão                  | 7   | 3 | 2 | 1 | 0 | 8  | 3  | +5 |
| 2   | Vietnã                 | 4   | 3 | 1 | 1 | 1 | 4  | 5  | -1 |
| 3   | Emirados Árabes Unidos | 3   | 3 | 1 | 0 | 2 | 3  | 6  | -3 |
| 4   | Catar                  | 2   | 3 | 0 | 2 | 1 | 3  | 4  | -1 |

Todas as partidas estão no horário local
| 8 de julho de 2007 19:35 | Vietnã               | 2 – 0     | Emirados Árabes Unidos | My Dinh National Stadium, Hanói Público: 39.450 Árbitro: Talaat Najm IRQ |
|                          | Thanh 63' · Vinh 73' | Relatório |                        |                                                                          |

| 9 de julho de 2007 17:20 | Japão        | 1 – 1     | Catar        | My Dinh National Stadium, Hanói Público: 5.000 Árbitro: Matthew Breeze AUS |
|                          | Takahara 61' | Relatório | Quintana 88' |                                                                            |

| 12 de julho de 2007 19:35 | Catar        | 1 – 1     | Vietnã   | My Dinh National Stadium, Hanói Público: 40.000 Árbitro: Masoud Moradi IRN |
|                           | Quintana 79' | Relatório | Binh 32' |                                                                            |

| 13 de julho de 2007 19:35 | Emirados Árabes Unidos | 1 – 3     | Japão                               | My Dinh National Stadium, Hanói Público: Árbitro: Satop Tongkhan THA |
|                           | Alkas 66'              | Relatório | Takahara 22' 27' · Nakamura 42' (P) |                                                                      |

| 16 de julho de 2007 17:20 | Vietnã         | 1 – 4     | Japão                                         | My Dinh National Stadium, Hanói Público: 40.000 Árbitro: Matthew Breeze AUS |
|                           | Suzuki 8' (GC) | Relatório | Maki 12' · Endo 32' · Nakamura 53' · Maki 59' |                                                                             |

| 16 de julho de 2007 17:20 | Catar        | 1 – 2     | Emirados Árabes Unidos | Army Stadium, Cidade de Ho Chi Minh Público: 3.000 Árbitro: Masoud Moradi IRN |
|                           | Quintana 42' | Relatório | Alkas 59' · Khalil 90' |                                                                               |

### Grupo C
| Pos | Time        | Pts | J | V | E | D | GP | GC | SG  |
| --- | ----------- | --- | - | - | - | - | -- | -- | --- |
| 1   | Irã         | 7   | 3 | 2 | 1 | 0 | 6  | 3  | +3  |
| 2   | Uzbequistão | 6   | 3 | 2 | 0 | 1 | 9  | 2  | +7  |
| 3   | China       | 4   | 3 | 1 | 1 | 1 | 7  | 6  | +1  |
| 4   | Malásia     | 0   | 3 | 0 | 0 | 3 | 1  | 12 | -11 |

Todas as partidas estão no horário local.
| 10 de julho de 2007 19:35 | Malásia        | 1 – 5     | China                                       | Estádio Nacional Bukit Jalil, Kuala Lumpur Público: 21.155 Árbitro: Mushen Basma SYR |
|                           | Mahayuddin 74' | Relatório | Peng 15', 55' · Jiayi 36' · Dong 51', 90'+3 |                                                                                      |

| 11 de julho de 2007 17:20 | Irã                         | 2 – 1     | Uzbequistão     | Estádio Nacional Bukit Jalil, Kuala Lumpur Público: 1.863 Árbitro: Saad Kameel Al-Fadhli KUW |
|                           | Hosseini 55' · Kazemian 78' | Relatório | Rezaei 16' (GC) |                                                                                              |

| 14 de julho de 2007 17:20 | Uzbequistão                                                      | 5 – 0     | Malásia | Estádio Nacional Bukit Jalil, Kuala Lumpur Público: 7.137 Árbitro: Abdulrahman Abdou QAT |
|                           | Shatskikh 10' 89' · Kapadze 29' · Bakaev 45' (P) · Ibragimov 85' | Relatório |         |                                                                                          |

| 15 de julho de 2007 17:20 | China                   | 2 – 2     | Irã                      | Estádio Nacional Bukit Jalil, Kuala Lumpur Público: 5.938 Árbitro: Khalil Ibrahim Al-Ghamdi KSA |
|                           | Jiayi 6' · Jianqing 33' | Relatório | Zandi 45' · Nekounam 74' |                                                                                                 |

| 18 de julho de 2007 19:35 | Malásia | 0 – 2     | Irã                               | Estádio Nacional Bukit Jalil, Kuala Lumpur Público: 4.520 Árbitro: Mushen Basma SYR |
|                           |         | Relatório | Nekounam 29' (P) · Teymourian 77' |                                                                                     |

| 18 de julho de 2007 19:35 | Uzbequistão                                  | 3 – 0     | China | Shah Alam Stadium, Shah Alam Público: 2.200 Árbitro: Saad Kameel Al-Fadhli KUW |
|                           | Shatskikh 72' · Kapadze 86' · Geynrikh 90'+4 | Relatório |       |                                                                                |

### Grupo D
| Pos | Time           | Pts | J | V | E | D | GP | GC | SG |
| --- | -------------- | --- | - | - | - | - | -- | -- | -- |
| 1   | Arábia Saudita | 7   | 3 | 2 | 1 | 0 | 7  | 2  | +5 |
| 2   | Coreia do Sul  | 4   | 3 | 1 | 1 | 1 | 3  | 3  | 0  |
| 3   | Indonésia      | 3   | 3 | 1 | 0 | 2 | 3  | 4  | -1 |
| 4   | Bahrein        | 3   | 3 | 1 | 0 | 2 | 3  | 7  | -4 |

Todas as partidas estão no horário local.
| 10 de julho de 2007 17:20 | Indonésia                     | 2 – 1     | Bahrein   | Bung Karno Stadium, Jacarta Público: 60.000 Árbitro: Yuichi Nichimura JPN |
|                           | Sudarsono 14' · Pamungkas 64' | Relatório | Jalal 27' |                                                                           |

| 11 de julho de 2007 19:35 | Coreia do Sul     | 1 – 1     | Arábia Saudita        | Bung Karno Stadium, Jacarta Público: 15.000 Árbitro: Mark Shield AUS |
|                           | Choi Sung-Kuk 66' | Relatório | Y. Al-Qahtani 77' (P) |                                                                      |

| 14 de julho de 2007 19:35 | Arábia Saudita                    | 2 – 1     | Indonésia | Bung Karno Stadium, Jacarta Público: 87.000 Árbitro: Ali Al-Badwawi UAE |
|                           | Y. Al-Qahtani 12' · Al-Harthi 90' | Relatório | Aiboy 20' |                                                                         |

| 15 de julho de 2007 19:35 | Bahrein                  | 2 – 1     | Coreia do Sul  | Bung Karno Stadium, Jacarta Público: 9.000 Árbitro: Baojie Sun CHN |
|                           | Isa 43' · Abdullatif 85' | Relatório | Kim Do-heon 4' |                                                                    |

| 18 de julho de 2007 17:20 | Indonésia | 0 – 1     | Coreia do Sul    | Bung Karno Stadium, Jacarta Público: 87.000 Árbitro: Mark Shield AUS |
|                           |           | Relatório | Kim Jung-Woo 34' |                                                                      |

| 18 de julho de 2007 17:20 | Arábia Saudita                                        | 4 – 0     | Bahrein | Jakabaring Stadium, Palembang Público: 500 Árbitro: Yuichi Nichimura JPN |
|                           | Al-Mousa 18' · A. Al-Qahtani 45' · Al-Jassam 68', 80' | Relatório |         |                                                                          |

## Fase final
|  | Quartas de final           | Quartas de final    |                            |       | Semifinais     | Semifinais     |  |  | Final                   | Final |
|  |                            |                     |                            |       |                |                |  |  |                         |       |
|  | 21 de julho - Bangkok      |                     |                            |       |                |                |  |  |                         |       |
|  |                            |                     |                            |       |                |                |  |  |                         |       |
|  | Iraque                     | 2                   |                            |       |                |                |  |  |                         |       |
|  | Iraque                     | 2                   | 25 de julho - Kuala Lumpur |       |                |                |  |  |                         |       |
|  | Vietnã                     | 0                   |                            |       |                |                |  |  |                         |       |
|  | Vietnã                     | 0                   | Iraque                     | 0 (4) |                |                |  |  |                         |       |
|  | 22 de julho - Kuala Lumpur |                     | Iraque                     | 0 (4) |                |                |  |  |                         |       |
|  |                            | Coreia do Sul       | 0 (3)                      |       |                |                |  |  |                         |       |
|  | Irã                        | Coreia do Sul       | 0 (3)                      | 0 (2) |                |                |  |  |                         |       |
|  | Irã                        |                     | 29 de julho - Jacarta      | 0 (2) |                |                |  |  |                         |       |
|  | Coreia do Sul              | 0 (4)               |                            |       |                |                |  |  |                         |       |
|  | Coreia do Sul              | 0 (4)               | Iraque                     | 1     |                |                |  |  |                         |       |
|  | 21 de julho - Hanói        |                     | Iraque                     | 1     |                |                |  |  |                         |       |
|  |                            | Arábia Saudita      | 0                          |       |                |                |  |  |                         |       |
|  | Japão                      | Arábia Saudita      | 0                          | 1(4)  |                |                |  |  |                         |       |
|  | Japão                      | 25 de julho - Hanói |                            | 1(4)  |                |                |  |  |                         |       |
|  | Austrália                  | 1(3)                |                            |       |                |                |  |  |                         |       |
|  | Austrália                  | 1(3)                | Japão                      | 2     | Terceiro lugar | Terceiro lugar |  |  |                         |       |
|  | 22 de julho - Jakarta      |                     | Japão                      | 2     | Terceiro lugar | Terceiro lugar |  |  |                         |       |
|  |                            | Arábia Saudita      | 3                          |       |                |                |  |  |                         |       |
|  | Arábia Saudita             | Arábia Saudita      | 3                          | 2     | Coreia do Sul  | 0 (6)          |  |  |                         |       |
|  | Arábia Saudita             |                     |                            | 2     | Coreia do Sul  | 0 (6)          |  |  |                         |       |
|  | Uzbequistão                | 1                   |                            | Japão | 0 (5)          |                |  |  |                         |       |
|  | Uzbequistão                | 1                   |                            |       | 0 (5)          |                |  |  |                         |       |
|  |                            |                     |                            |       |                |                |  |  | 28 de julho - Palembang |       |
|  |                            |                     |                            |       |                |                |  |  |                         |       |

### Quartas-de-final
| 21 de julho de 2007 17:20 | Japão        | 1 – 1 (pro) (4–3 pen) | Austrália  | My Dinh National Stadium, Hanói Público: 25.000 Árbitro: Saad Kameel Al-Fadhli KUW |
|                           | Takahara 72' | Relatório             | Aloisi 69' |                                                                                    |

|                                             |       | Penalidades                           |  |
| Nakamura: Endo: Komano: Takahara: Nakazawa: | 4 – 3 | Kewell: Neill: Cahill: Carle: Carney: |  |

| 21 de julho de 2007 20:20 | Iraque          | 2 – 0     | Vietnã | Rajamangala Stadium, Bangkok Público: 9.720 Árbitro: Yuichi Nichimura JPN |
|                           | Mahmoud 2', 65' | Relatório |        |                                                                           |

| 22 de julho de 2007 18:20 | Irã | 0 – 0 (pro) (2–4 pen) | Coreia do Sul | Estádio Nacional Bukit Jalil, Kuala Lumpur Público: 8.629 Árbitro: Ali Al-Badwawi UAE |
|                           |     | Relatório             |               |                                                                                       |

|                                      |       | Penalidades                                                         |  |
| Zandi: Mahdavikia: Enayati: Khatibi: | 2 – 4 | Lee Chun-Soo: Kim Sang-Sik: Kim Do-Heon: Cho Jae-Jin: Kim Jung-Woo: |  |

| 22 de julho de 2007 20:20 | Arábia Saudita                  | 2 – 1     | Uzbequistão | Bung Karno Stadium, Jacarta Público: 12.000 Árbitro: Jong-chul Kwon KOR |
|                           | Y. Al-Qahtani 2' · Al-Mousa 75' | Relatório | Solomin 80' |                                                                         |

### Semifinais
| 25 de julho de 2007 18:20 | Iraque | 0 – 0 (pro) (4–3 pen) | Coreia do Sul | Estádio Nacional Bukit Jalil, Kuala Lumpur Público: 12.500 Árbitro: Saad Kameel Al-Fadhli KUW |
|                           |        | Relatório             |               |                                                                                               |

|                                                                     |       | Penalidades                                                           |  |
| Hawar Mulla Mohammed: Qusay Munir: Haidar Abdul-Amir: Ahmad Mnajed: | 4 – 3 | Lee Chun-Soo: Lee Dong-Gook: Cho Jae-Jin: Yeom Ki-Hoon: Kim Jung-Woo: |  |

| 25 de julho de 2007 20:20 | Japão                  | 2 – 3     | Arábia Saudita                     | My Dinh National Stadium, Hanói Público: 10.000 Árbitro: Matthew Breeze AUS |
|                           | Nakazawa 37' · Abe 53' | Relatório | Y. Al-Qahtani 35' · Mouath 47' 57' |                                                                             |

### Terceiro lugar
| 28 de julho de 2007 19:35 | Coreia do Sul | 0 – 0 (pro) (6–5 pen) | Japão | Jakabaring Stadium, Palembang Público: 25.000 Árbitro: Ali Hamad Albadwawi UAE |
|                           |               |                       |       |                                                                                |

|                                                    |       | Penalidades                                   |  |
| Jae-Jin: Bum Seok: Chun-Soo: Ho: Jin-Kyu: Chi-Woo: | 6 – 5 | Nakamura: Endo: Abe: Komano: Nakazawa: Hanyu: |  |

### Final
| 29 de julho de 2007 19:35 | Iraque      | 1 – 0     | Arábia Saudita | Bung Karno Stadium, Jakarta Público: 60.000 Árbitro: Mark Shield AUS |
|                           | Mahmoud 71' | Relatório |                |                                                                      |

## Premiações

### Campeões
| Copa da Ásia 2007          |
| -------------------------- |
| IRAQUE Campeão (1º título) |

### Individuais
| Jogador mais valioso | Melhor marcador                                   | Fair-play |
| -------------------- | ------------------------------------------------- | --------- |
| Younis Mahmoud       | Younis Mahmoud Yasser Al-Qahtani Naohiro Takahara | Japão     |

## Artilharia
| 4 gols - Yasser Al-Qahtani - Naohiro Takahara - Younis Mahmoud 3 gols - Mark Viduka - Sebastián Quintana - Maksim Shatskikh 2 gols - Ahmed Al-Mousa - Malek Mouath - Taiseer Al-Jassam - Han Peng - Shao Jiayi - Wang Dong - Saeed Alkas - Javad Nekounam - Malek Mouath - Seiichiro Maki - Shunsuke Nakamura - Pipat Thonkanya - Timur Kapadze | 1 gol - Abdulrahman Al-Qahtani - Saad Al-Harthi - John Aloisi - Tim Cahill - Harry Kewell - Michael Beauchamp - Ismaeel Abdullatif - Salman Isa - Sayed Mahmood Jalal - Mao Jianqing - Choi Sung-Kuk - Kim Do-heon - Kim Jung-Woo - Elie Aiboy - Bambang Pamungkas - Budi Sudarsono - Seyed Jalal Hosseini - Javad Kazemian - Andranik Teymourian - Ferydoon Zandi - Nashat Akram - Hawar Mulla Mohammed - Karrar Jassim Mohammed | - Yuki Abe - Yasuhito Endo - Yuji Nakazawa - Indraputra Mahayuddin - Badar Al-Maimani - Sutee Suksomkit - Faisal Khalil - Ulugbek Bakaev - Aleksandr Geynrikh - Aziz Ibragimov - Pavel Solomin - Phan Thanh Binh - Huỳnh Quang Thanh - Lê Công Vinh Gols contra - Rahman Rezaei (para o Uzbequistão) - Keita Suzuki (para o Vietnã) |